# Lepthyphantes tamara
Lepthyphantes tamara là một loài nhện trong họ Linyphiidae.
Loài này thuộc chi Lepthyphantes. Lepthyphantes tamara được Ralph Vary Chamberlin & Wilton Ivie miêu tả năm 1943.